# Levent Devrim
Levent Devrim (* 26. August 1969 in İskenderun) ist ein ehemaliger türkischer Fußballspieler und jetziger Fußballtrainer.

## Spielerkarriere
Devrim begann mit dem Profifußball beim Erstligisten Konyaspor. Hier kam er in seiner ersten Saison, der Spielzeit 1990/91, zu vier Ligaeinsätzen. Diese Einsatzzahl steigerte er in den nächsten beiden Spielzeiten. Nachdem am Ende der Spielzeit 1. Lig 1992/93 Konyaspor den Klassenerhalt verpasste, wechselte Devrim zum Erstligisten Kayserispor. Hier erkämpfte er sich auf Anhieb einen Stammplatz und war während seiner zweijährigen Tätigkeit ein Leistungsträger.  Bei Kayserispor wurde er unter dem Namen Küçük Levent (Kleiner Levent) bekannt. Zu dieser Zeit war es im türkischen Fußball üblich Namensvettern innerhalb einer Mannschaft mit dem Adjektiv Großer und Kleiner zu unterscheiden, da Fußballer generell lediglich mit dem Vornamen erwähnt wurden. Da mit Levent Kurt bei Kayserispor bereits ein älterer Spieler da war, wurde dieser als Büyük Levent (Großer Levent) und Levent Devrim als Küçük Levent bezeichnet. 
Zur Spielzeit 1995/96 wechselte er zum Traditionsverein Bursaspor. Devrim spielte bei Bursaspor lediglich eine Spielzeit und kehrte anschließend zum mittlerweile zweitklassigen Kayserispor zurück. Mit diesem Verein erreichte er die Vizemeisterschaft der TFF 1. Lig und damit den direkten Aufstieg in die Süper Lig. Nach einer Spielzeit in der Süper Lig stieg der Verein wieder in die Zweitklassigkeit ab. Devrim hielt dem Verein die Treue und ging mit der Mannschaft in die 1. Lig. In der Spielzeit 1998/99 fiel er mit Torjägerqualitäten auf und war mit 16 Treffern der erfolgreichste Schütze seiner Mannschaft.
Zur Spielzeit wechselte er zu seinem ehemaligen Verein Konyaspor und spielte hier eine Spielzeit. Nachdem er in den Spielzeiten 2000–2003 für Çanakkale Dardanelspor tätig war beendete im Sommer 2003 seine aktive Laufbahn.

## Trainerkarriere
Nach seiner aktiven Laufbahn entschied er sich, Fußballtrainer zu werden. Als erste Tätigkeit übernahm er den Co-Trainerposten bei Tarsus İdman Yurdu. In den darauffolgenden Spielzeiten übernahm er die gleiche Position bei Eskişehirspor und Çanakkale Dardanelspor. Im Sommer 2006 stieg er bei Dardanelspor zum Cheftrainer auf. 
Die nachfolgenden Spielzeiten war er bei diversen Vereinen der unteren türkischen Ligen aktiv. Ab Winter 2009 bis zum Frühling 2011 trainierte er den Zweitligisten Kayseri Erciyesspor.
Mitte März 2012 übernahm er den stark abstiegsbedrohten Zweitligisten TKİ Tavşanlı Linyitspor und sicherte mit ihm souverän den Klassenerhalt. Nach einer 1:2-Heimniederlage am 6. Spieltag der Saison 2012/13 gegen Kayseri Erciyesspor löste er seinen Vertrag nach gegenseitigem Einvernehmen mit der Vereinsführung auf und trennte sich so von Tavşanlı Linyitspor.
Anfang November 2014 wurde er beim Zweitligisten Orduspor als neuer Cheftrainer vorgestellt. Bereits nach dem 10. Spieltag trat er von seinem Amt wieder zurück.

## Erfolge

### Als Spieler
Mit Kayserispor
- Vizemeister der TFF 1. Lig und Aufstieg in die Süper Lig: 1996/97